# Rälby
Koordinaten: 59° 1′ N, 23° 17′ O

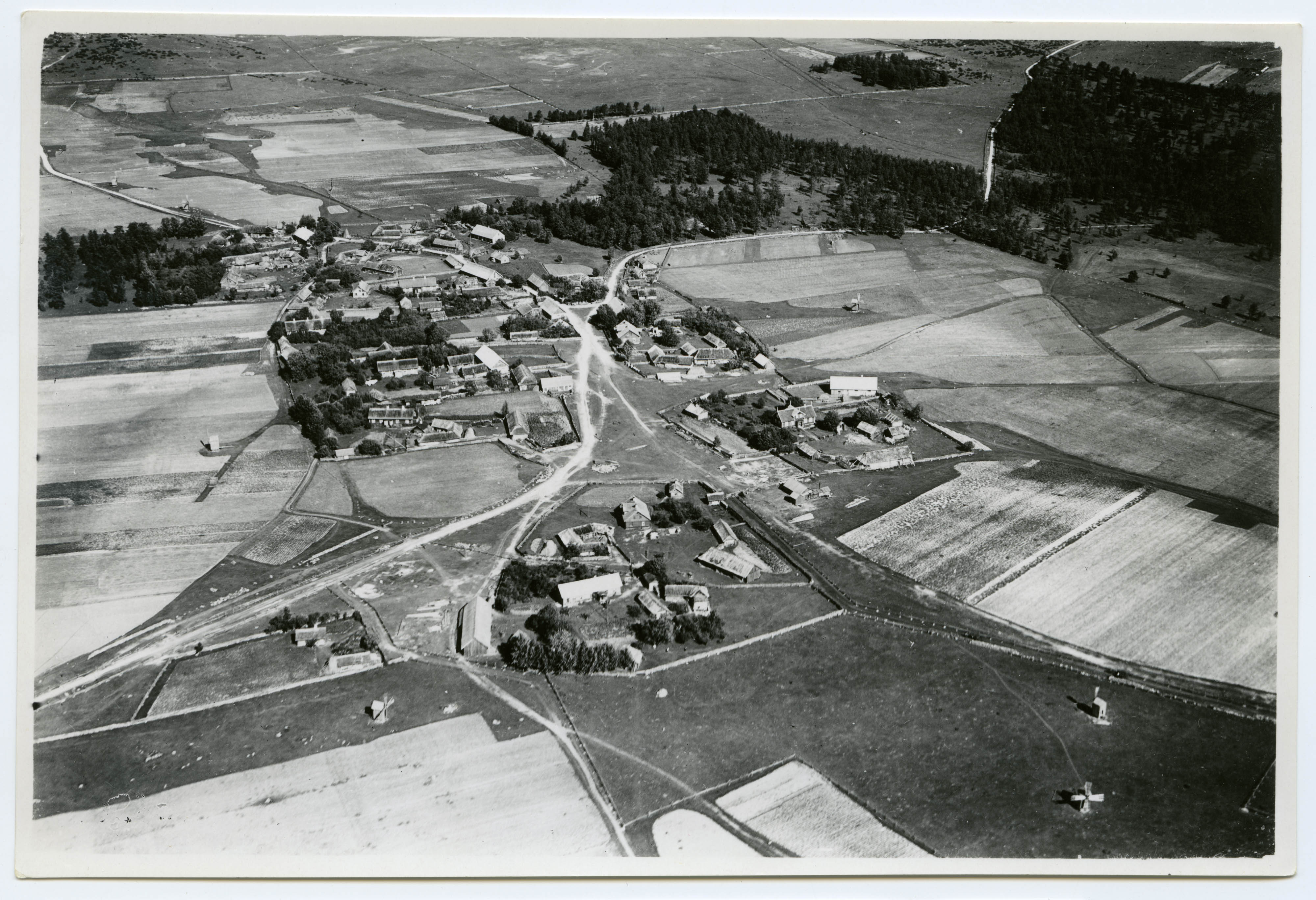
Rälby im Jahr 1934

Rälby (deutsch Rälbi, estlandschwedisch Rälbe) ist ein Dorf (estnisch küla) in der Landgemeinde Vormsi (Vormsi vald) im Kreis Lääne. Der Ort liegt im Nordosten der viertgrößten estnischen Insel Vormsi (deutsch Worms, schwedisch Ormsö).

## Einwohnerschaft und Geschichte

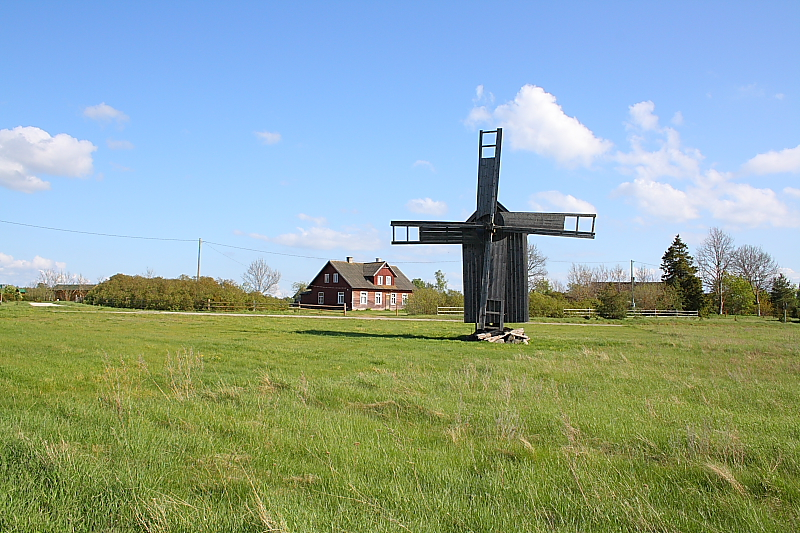
Historische Windmühle bei Rälby

Rälby hat heute 19 Einwohner (Stand 31. Dezember 2011). Das Dorf war bis zum Zweiten Weltkrieg wie alle Dörfer Vormsis mehrheitlich von Estlandschweden besiedelt.
Der Ort wurde erstmals 1526 unter dem Namen Reuelbue urkundlich erwähnt. 1613 ist er als Rewalby verzeichnet, 1798 als Röhlby.

## Sehenswürdigkeiten
In Rälby befindet sich seit 1905 ein Gebethaus der Baptistengemeinde. Die Bewegung geht auf den schwedischen Missionar Lars Johan Österblom zurück, der ab 1873 auf der Insel Vormsi tätig war.
Westlich des Dorfkerns steht eine historische Windmühle, die für Besucher geöffnet ist.